# Beta Coronae Borealis
Beta Coronae Borealis (β CrB, β Coronae Borealis) este a doua cea mai luminoasă stea din constelația Coroana Boreală. Este localizată la aproximativ 114 ani lumină (~35 parseci) distanță de Sistemul Solar. Denumirea tradițională ale stelei sunt Nusakan. Valoarea magnitudinii aparente vizuale a stelei variază între 3,65 și 3,72. Este o stea peculiară.
Denumirea Nusakan a fost oficializat de Uniunea Astronomică Internațională în data de 12 septembrie 2016.

## Caracteristici
Nusakan este o stea binară spectroscopică; a fost descoperită în 1907 prin observațiile efectuate la Observatorul Lick. Cele două componente sunt separate de 0,3 secunde de arc, care, la distanța de 114 ani-lumină, corespunde la circa 10 u.a. Perioada orbitală este de 10,5 ani. Componenta principală este de 4 ori mai luminoasă decât cea secundară; Luminozitatea lor este de 26 de ori și respectiv de 7 ori mai mare decât aceea a Soarelui. Clasa spectrală este F0p, unde „p” indică faptul că este o stea peculiară, întrucât spectrul său prezintă anomalii legate de abundența anumitor elemente chimice. Oxigenul este abia prezent, în timp ce, din contra, elemente ca stronțiul, cromul și europiul sunt mai abundente decât în mod obișnuit. Masele celor două componente sunt de 1,77 și respectiv de 1,21 de ori masa Soarelui, steaua principală având o rază de circa 2,5 ori mai mare decât Soarele nostru.
Nusakan este catalogată ca fiind variabilă Alpha2 Canum Venaticorum; luminozitatea sa variază cu 0,07 magnitudini într-o perioadă de 18,5 zile, care echivalează cu perioada sa de rotație.